# Stenochariergus hollyae
Stenochariergus hollyae är en skalbaggsart som beskrevs av Giesbert och Hovore 1989. Stenochariergus hollyae ingår i släktet Stenochariergus och familjen långhorningar.
Artens utbredningsområde är Costa Rica. Inga underarter finns listade i Catalogue of Life.